# ایگاتپوری
ایگاتپوری (به انگلیسی: Igatpuri) یک زیستگاه انسانی در هند است که در ناحیه ناشیک واقع شده‌است.

## خصوصیات
ایگاتپوری ۱۵ کیلومترمربع مساحت و ۳۱٬۵۷۲ نفر جمعیت دارد و ۶۰۰ متر بالاتر از سطح دریا واقع شده‌است.